# Trematocranus microstoma
Trematocranus microstoma är en fiskart som beskrevs av Trewavas, 1935. Trematocranus microstoma ingår i släktet Trematocranus och familjen Cichlidae. IUCN kategoriserar arten globalt som livskraftig. Inga underarter finns listade i Catalogue of Life.